# 台北聯營公車310路線
台北聯營310路線，由台北客運營運，起點為板橋，終點為士林。
台北聯營310(區間車)路線，由台北客運營運，起點為板橋，終點為臺北車站，例假日停駛。

## 歷史
- 本線歷史十分悠久，早於1947年(民國36年)已開辦，當時為市營10路(士林─台北車站)；1977年(民國66年)5月15日加入台北聯營公車行列，台北市公車處與台北客運共同經營，路線延駛至板橋(忠孝西路-中華路-和平西路-文化路)，並更改編號為310線[1]，以3段票收費；但路線營運初期為台北客運行駛全程車及板橋-中華路區間車，公車處行駛士林-台北車站區間車，後來才演變為現狀。
- 1979年(民國68年)9月1日改為2段票收費，1980年代初闢駛310長江線(現稱為658路公車，已於2008年(民國97年)改號)[2]
- 1989年(民國78年)11月11日23:30實施夜間公車(已於2008年(民國97年)停駛)。
- 2001年(民國90年)1月，台北市公車處退出營運，本線自此由台北客運獨營
- 2016年(民國105年)3月19日起試辦由台北客運士林新站發車，劍潭到板橋間的路線站位不變，劍潭後到捷運芝山站變成單邊設站(往士林)，而士林到板橋過捷運芝山站後走文林路接回原線；增加新光醫院(雙向)、士林區行政中心(中正)(往士林單邊設站)、天文科學館(雙向)站位。
- 另外，658路線於2014年7月1日轉成新北市區公車。
- 2018年1月24日改由板橋前站調度，裁撤士林端新光醫院（雙向）、士林區行政中心（中正）、天文科學館（雙向）站位，板橋端增設臺北客運板橋前站（板城）、新月橋（單邊）等站位，裁撤新海抽水站（雙邊）、名來新城（往南）站位。
- 2024年3月9日起闢駛【310區間車】及調整【310】線班次[3]
- 2024年10月21日起增設「新月一街」往程站位[4]
- 2025年6月16日起「板橋戶政事務所(黃石中繼市場)」站位更名為「板橋戶政事務所」，「北門街」站位更名為「北門街(黃石市場)」[5]

## 歷史車輛照片集

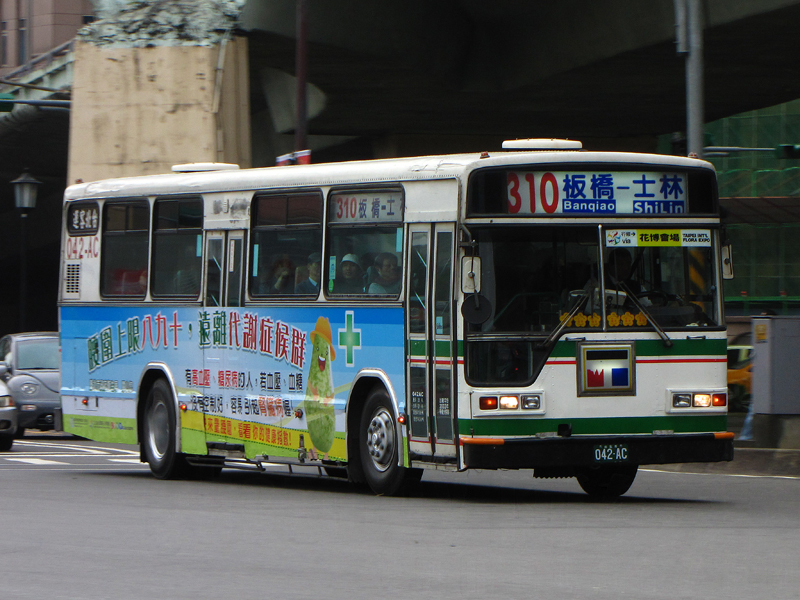
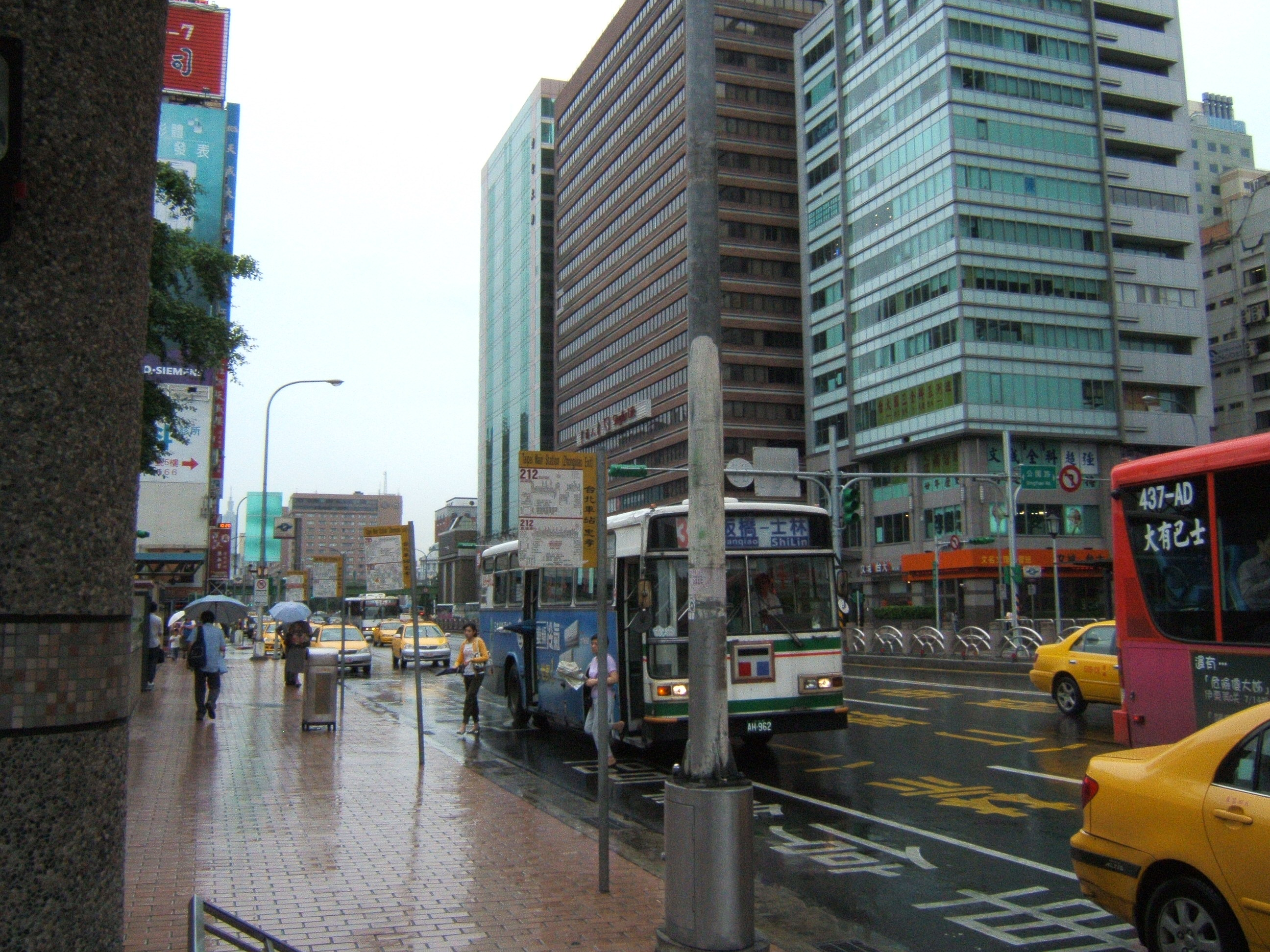
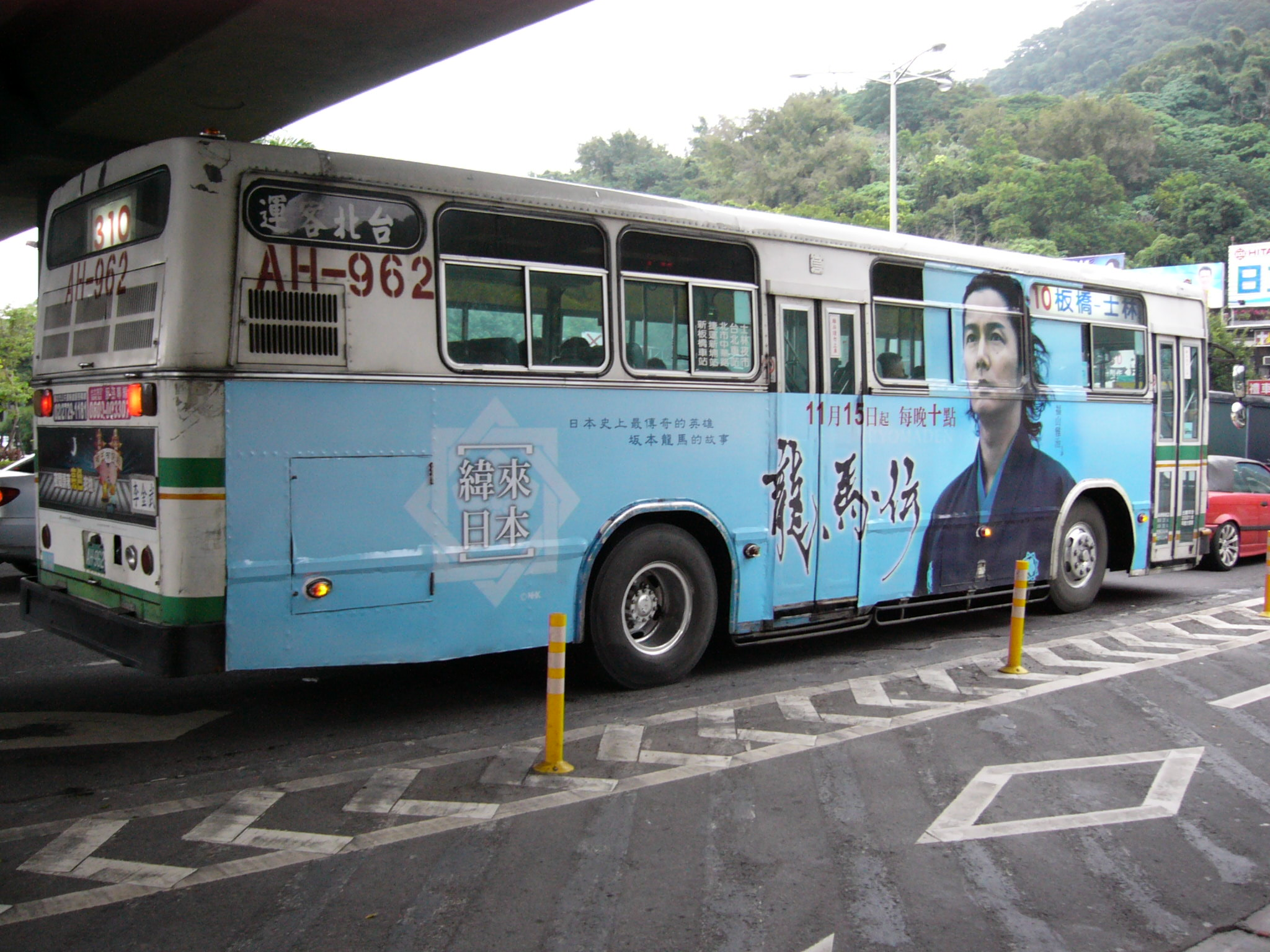
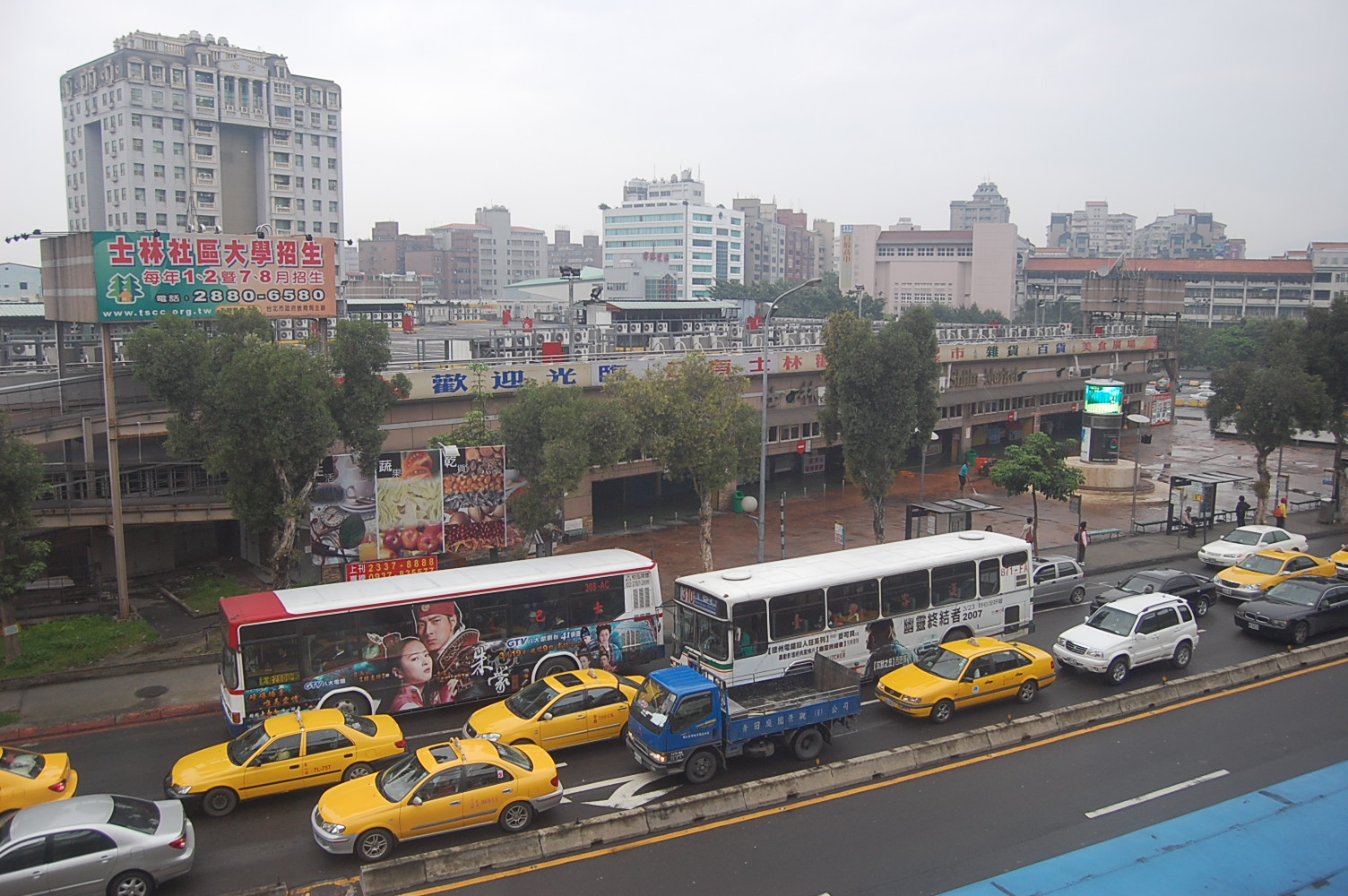

## 行經重點站名
1. 新月橋
2. 板橋國中
3. 板橋車站（文化路）
4. 致理科技大學、捷運新埔站
5. 江翠國中、捷運江子翠站
6. 捷運龍山寺站
7. 捷運西門站
8. 台北車站
9. 台泥大樓（馬偕醫院）
10. 台北市立美術館
11. 劍潭
12. 銘傳大學
13. 士林官邸
14. 捷運芝山站
15. 士林國小
16. 小北街
17. 捷運劍潭站(北藝中心)

## 外部連結
- 台北客運（页面存档备份，存于）
- 大臺北公車310
- 暢行台北公車客運資訊站的Facebook專頁